# Pic Maldito
El Pic Maldito és una muntanya de 3.350 m d'altitud i una prominència de 20 m que es troba al massís de la Maladeta, a la província d'Osca (Aragó).